# Porta delle Suppliche

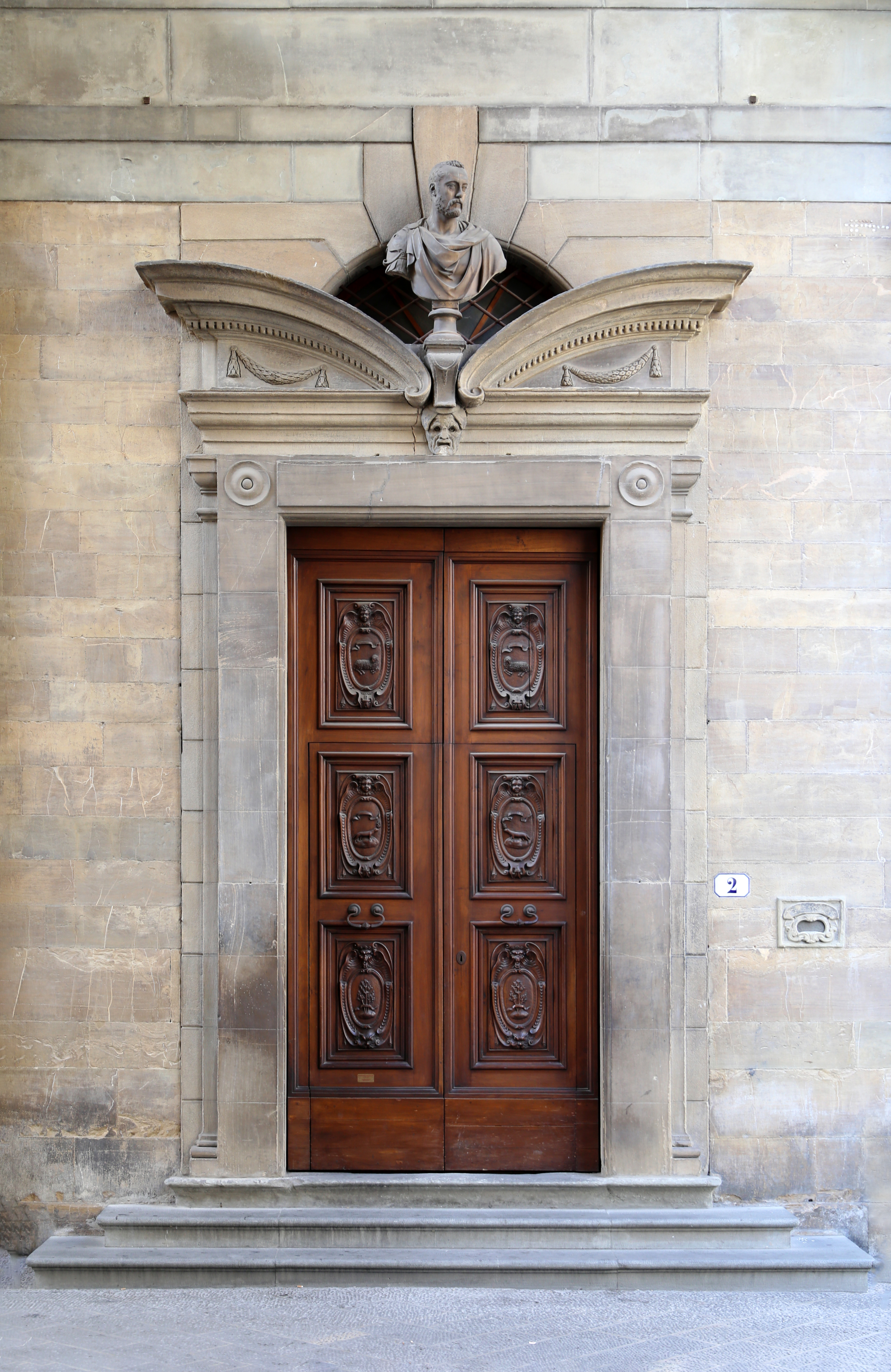
La porta delle Suppliche

La Porta delle Suppliche è un portale del complesso degli Uffizi, situato sotto un cavalcavia all'inizio di via Lambertesca.

## Storia e descrizione
Fu progettata da Bernardo Buontalenti attorno al 1580 per Francesco I de' Medici, ed è così chiamata perché era posta accanto a una buca, tuttora esistente, in cui chiunque poteva imbucare delle richieste ("suppliche") al sovrano. 
L'architetto, ispirandosi alla libertà michelangiolesca del vestibolo della biblioteca Medicea Laurenziana, compose un piccolo capolavoro di spregiudicatezza manierista. Al posto dei portali ad arco tipicamente fiorentini, o delle rivisitazioni trilitiche classiche dei suoi colleghi contemporanei (con colonne, pilastri o mensole), Buontalenti ideò un'apertura inquadrata da una cornice liscia, decorata solo da due patere negli angoli superiori, e appena staccata dal segno di due paraste laterali, con base e accenno di capitello dorico, il tutto appoggiato sul profilo di un'ulteriore cornice liscia. Tutta la tensione architettonica si concentra nel coronamento, dove l'architrave modanata sorregge un timpano ad arco spezzato a metà, e rovesciato dinamicamente alle estremità accentuandone la sporgenza, come due ali di pipistrello dell'immaginario animalesco e notturno tanto caro all'artista. La sola concessione al grottesco è tuttavia l'immancabile mascherone, posto sull'architrave al centro, che fa da base alla voluta che regge il busto di Francesco I de' Medici (di Giovanni Bandini, 1577 circa), dietro il quale si trova l'apertura ad arco che illumina la stanza retrostante, incorniciata da bugne geometricamente convergenti. Le "ali" infatti mostrano una rigorosa scansione delle cornici, con tanto di dentelli, e l'abbellimento dato da due festoni inclinati nelle semilunette.
Il fulcro del coronamento è quindi il busto del sovrano, verso il quale indirizzano le linee di forza de timpano, ma anche dei conci convergenti del parato retrostante, con un'ulteriore accentuazione chiaroscurale data dal vuoto dell'apertura retrostante. La stessa buca delle suppliche ha un andamento curvilineo che crea un gioco di alternanza tra concavo e convesso. 
Il tutto sembra prefigurare soluzioni che solo nel secolo successivo troveranno applicazione.
L'architettura buontalentiana e il busto non furono danneggiati dall'attentato di via dei Georgofili del 1993; si salvarono per coincidenza anche le originale porte in legno scolpito (con emblemi di Francesco I), perché conservate nei depositi (tutt'oggi). Oggi dietro la porta si trova la biglietteria prenotazioni della Galleria degli Uffizi. 

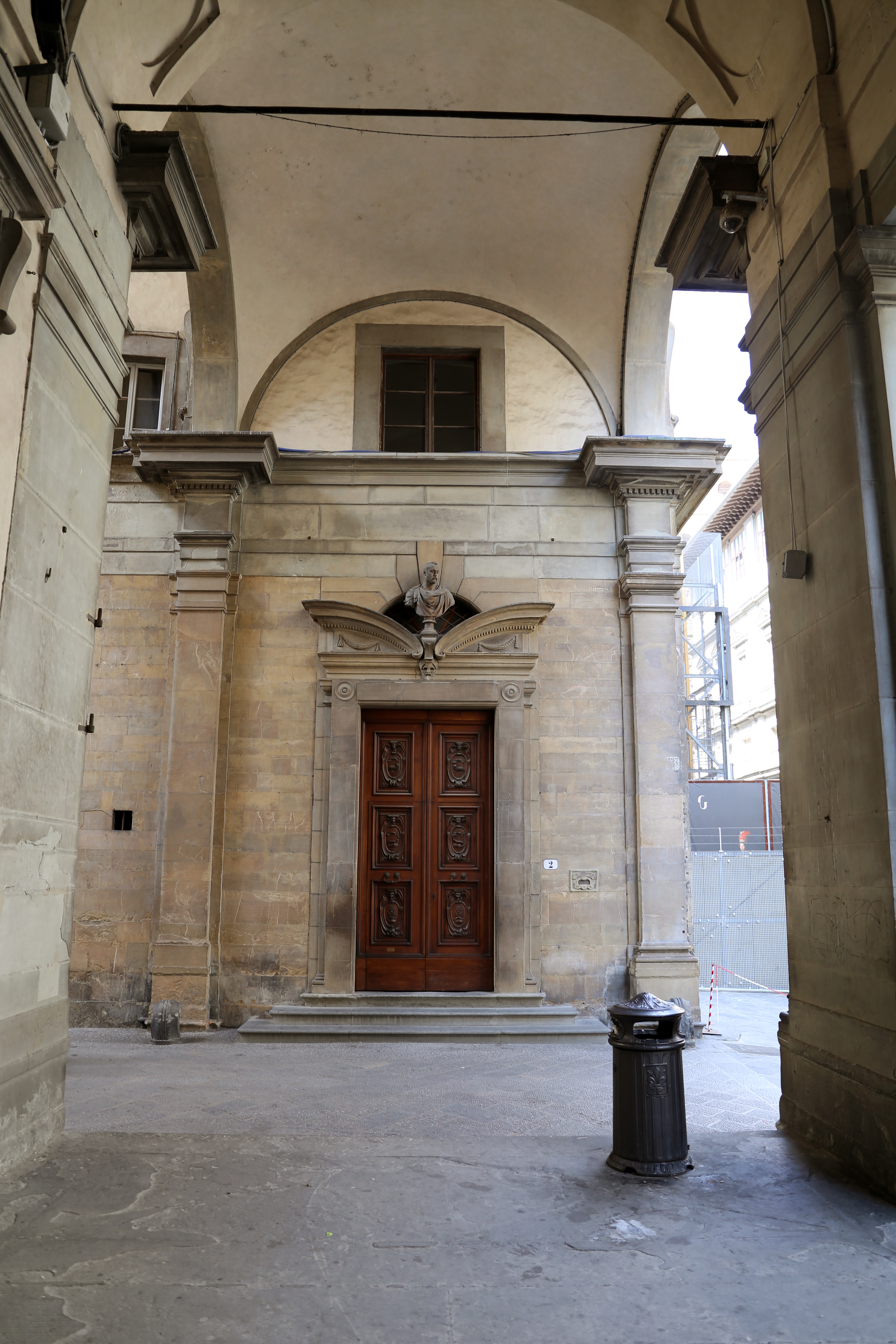
La porta sotto la volta vista dal loggiato ovest
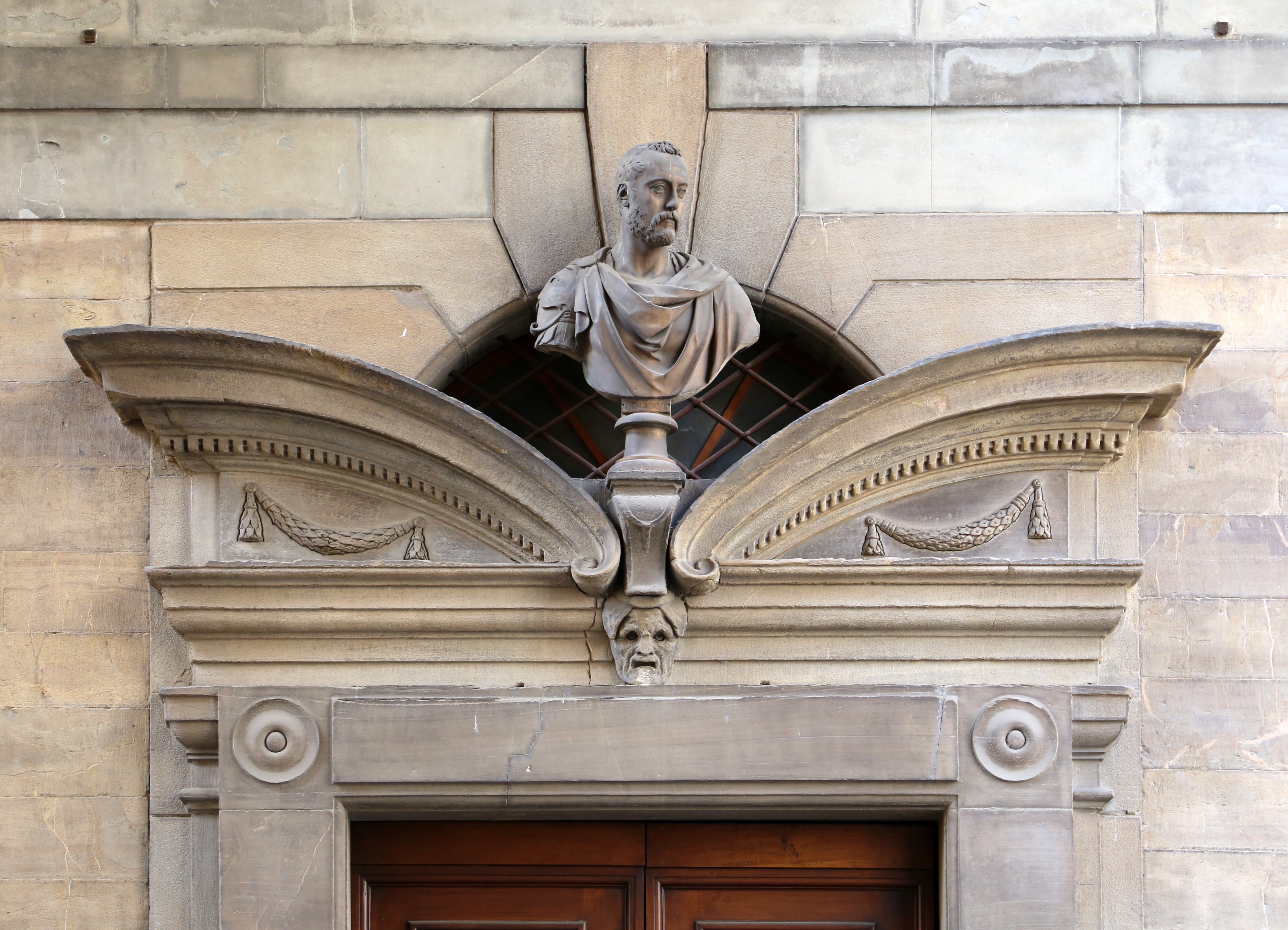
Il timpano
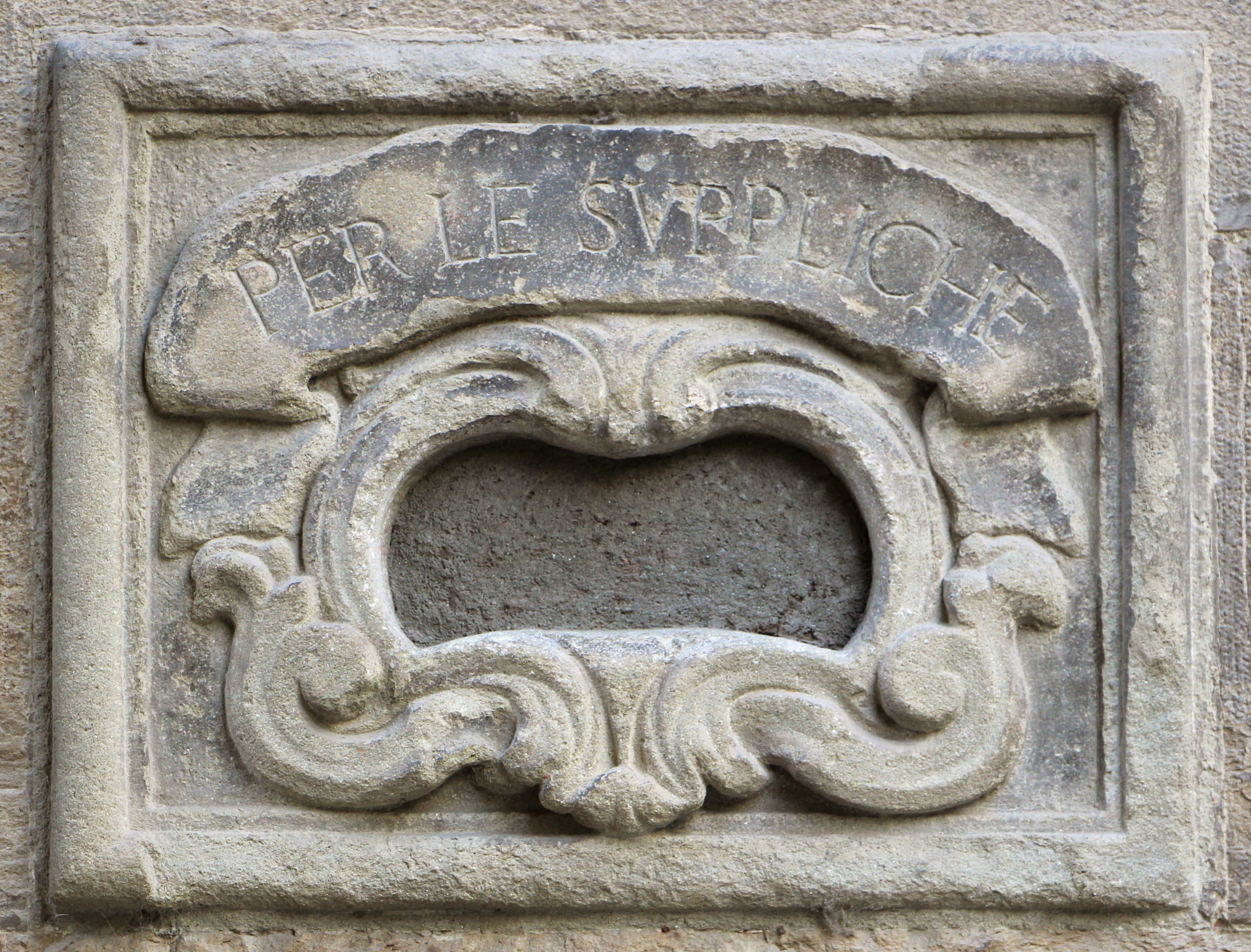
La buca delle suppliche
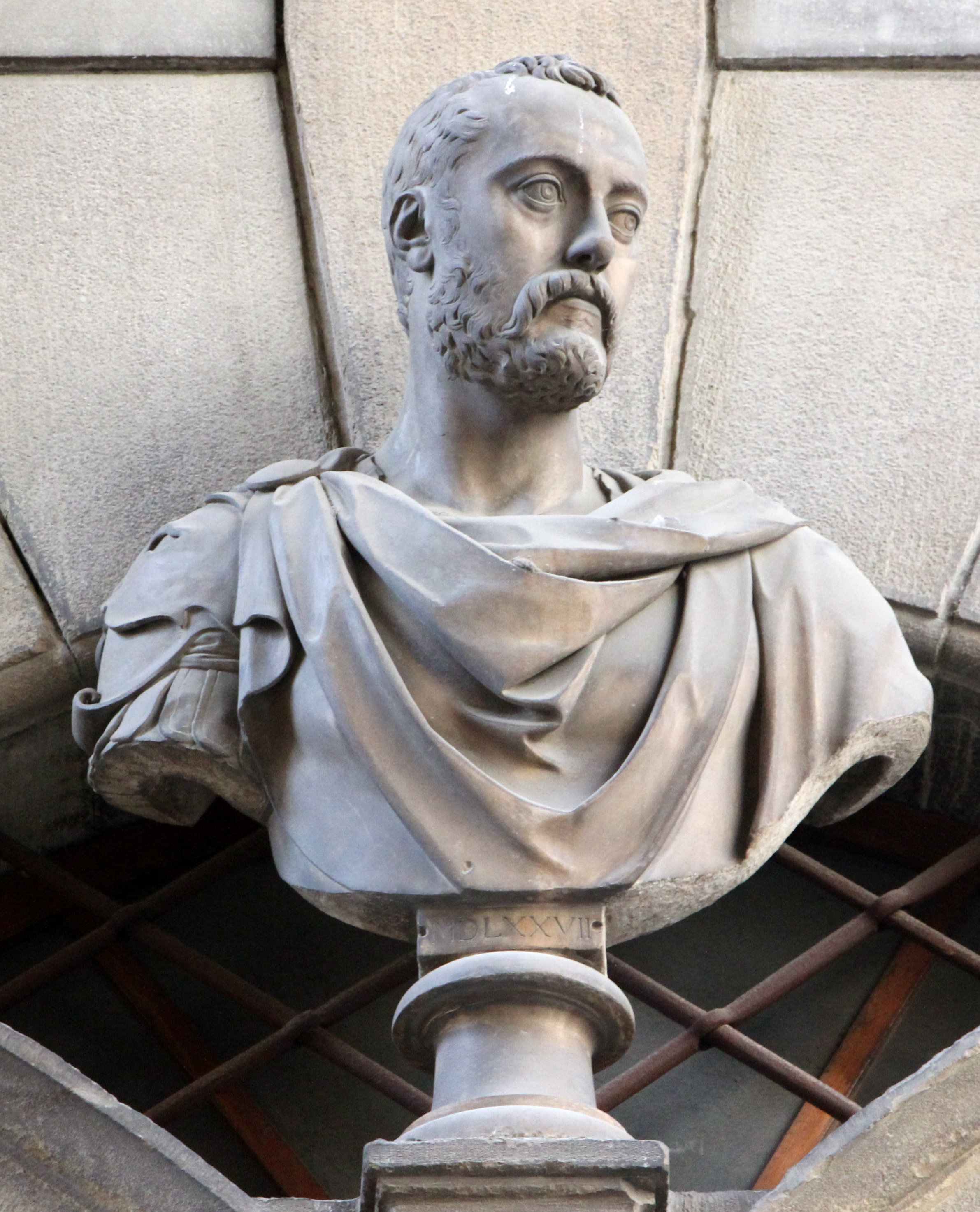
Il busto di Francesco I di Giovanni Bandini